# 孙魁文
孙魁文（1938年—2010年9月2日），男，吉林通化人，中华人民共和国政治人物，曾任黑龙江省人民政府常务副省长，黑龙江省人大常委会副主任，第九、十届全国人大代表。